# Gene Hackman
Gene Hackman est un acteur et romancier américain, né le 30 janvier 1930 à San Bernardino, (Californie) et mort le 18 février 2025 à Santa Fe (Nouveau-Mexique).
Au cours d'une carrière couvrant près de six décennies, Gene Hackman est considéré comme un des grands acteurs de sa génération.
Nommé à l’occasion de cinq cérémonies des Oscars, il reçoit en 1972 celui du meilleur acteur pour son rôle de Jimmy « Popeye » Doyle (en) dans French Connection (1971) de William Friedkin, et en 1993 celui du meilleur acteur dans un second rôle pour « Little » Bill Daggett dans le western Impitoyable (1992) de Clint Eastwood. Ses autres nominations pour l'Oscar du meilleur second rôle le sont pour Bonnie et Clyde (1967) et Je n'ai jamais chanté pour mon père (1970) ; il est en lice une seconde fois pour l’Oscar du meilleur acteur pour sa prestation dans Mississippi Burning (1988). Il remporte par ailleurs quatre Golden Globes, un Screen Actors Guild Award et deux BAFTA.
Il tient aussi le rôle principal de L'Épouvantail (1973) de Jerry Schatzberg , film qui obtient la Palme d'or au Festival de Cannes, ainsi que le rôle principal de Conversation secrète (1974) de Francis Ford Coppola, film lui aussi récompensé de la Palme d’or, l’année suivante. Outre les longs métrages précédents, ses rôles majeurs incluent des films comme L'Aventure du Poséidon (1972), French Connection 2 (1975), Superman (1978), Le Grand Défi (1986), La Firme (1993), USS Alabama (1995), Ennemi d'État (1998), La Famille Tenenbaum (2001).
Il met fin à sa carrière d'acteur en 2004, fournissant occasionnellement des narrations pour des documentaires télévisés jusqu'en 2017.
Dans les années 1970 et 1980, il a été pilote automobile lors de diverses compétitions. Il est l’auteur de cinq romans parus entre 1999 et 2013.

## Biographie

### Jeunesse, formation et débuts

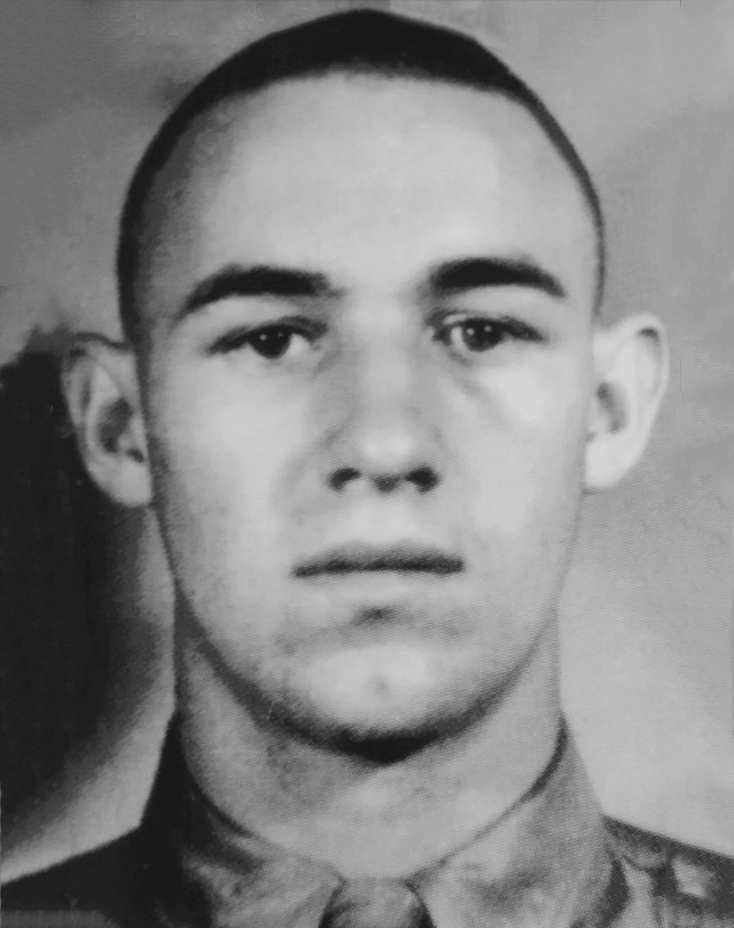
Hackman à environ 21 ans (avant 1951), alors dans le Corps des Marines des États-Unis.

Eugene Allen Hackman naît le 30 janvier 1930 à San Bernardino en Californie, mais grandit dans l’Illinois, où son père était imprimeur. Il quitte le foyer familial à l'âge de 16 ans et s'engage dans les Marines, après avoir menti sur son âge.
Opérateur radio de terrain, il participe notamment à l'opération Beleaguer (en) en Chine durant un an. Il quitte l'armée en 1951, avec le grade de caporal. Après avoir effectué différents « petits boulots », il entre à l'université de l'Illinois pour étudier le journalisme.
Ce n'est qu'à l'approche de la trentaine qu'il décide de devenir acteur. Il intègre la Pasadena Playhouse College of Theatre Arts (en), où il a pour condisciple et ami Dustin Hoffman. La prestigieuse école californienne a formé de nombreux grands acteurs hollywoodiens, mais Hackman y aurait été catalogué comme étant « peu apte au succès ».
Pendant près de dix ans, de 1959 à 1968, Hackman apparaît dans des petits rôles de multiples séries télévisées et dans un second rôle pour un téléfilm. Il a pour compagnons d’infortune Peter Falk, avec qui il partage un temps un appartement, et Robert Duvall, qui mettra encore plus de temps que lui à trouver sa place.
De retour à New York en 1964, il joue à Broadway dans la pièce Any Wednesday : cette prestation lui ouvre des portes puisque la même année, il apparaît au cinéma aux côtés de Warren Beatty dans Lilith où il tient le rôle d’un mari violent. Il est ainsi au générique de cinq films de 1961 à 1966.
En 1967, on l'aperçoit dans un épisode de la série télévisée Les Envahisseurs, dont l'acteur principal est Roy Thinnes, l’interprète de David Vincent.

### Carrière d’acteur de cinéma

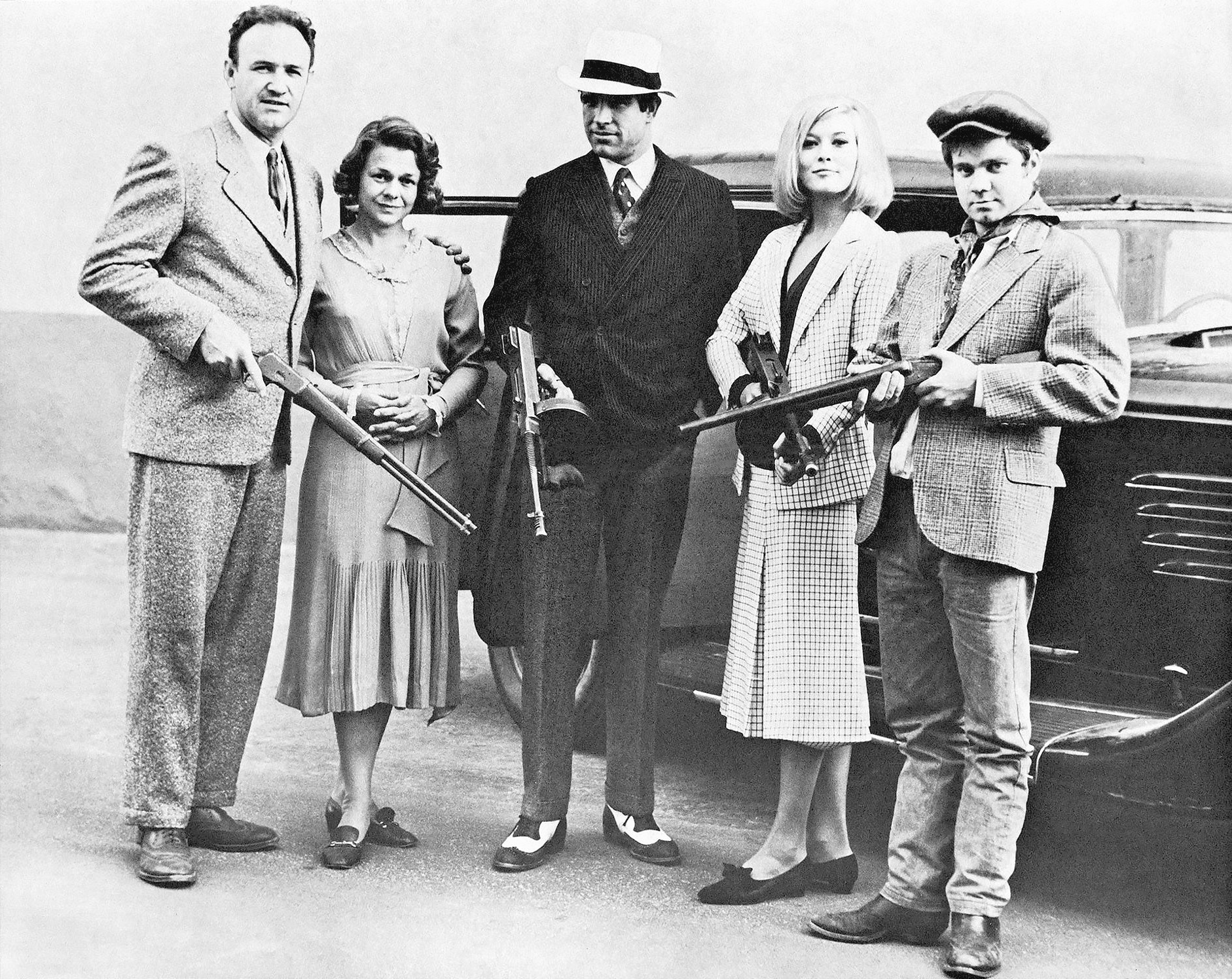
Les principaux acteurs de Bonnie et Clyde (1967), de g. à d. : Gene Hackman, Estelle Parsons, Warren Beatty, Faye Dunaway et Michael J. Pollard.

En 1967, Gene Hackman obtient son premier grand rôle dans Bonnie and Clyde d'Arthur Penn, sur les conseils de Warren Beatty, producteur et acteur principal du film.
En 1971, son interprétation du détective Doyle dans French Connection de William Friedkin constitue un nouveau tournant dans sa carrière et lui permet de remporter l'Oscar du meilleur acteur l’année suivante, qu’il reçoit des mains de Liza Minnelli[réf. nécessaire]. Dès lors, son parcours est jalonné de nombreux films de premier plan.

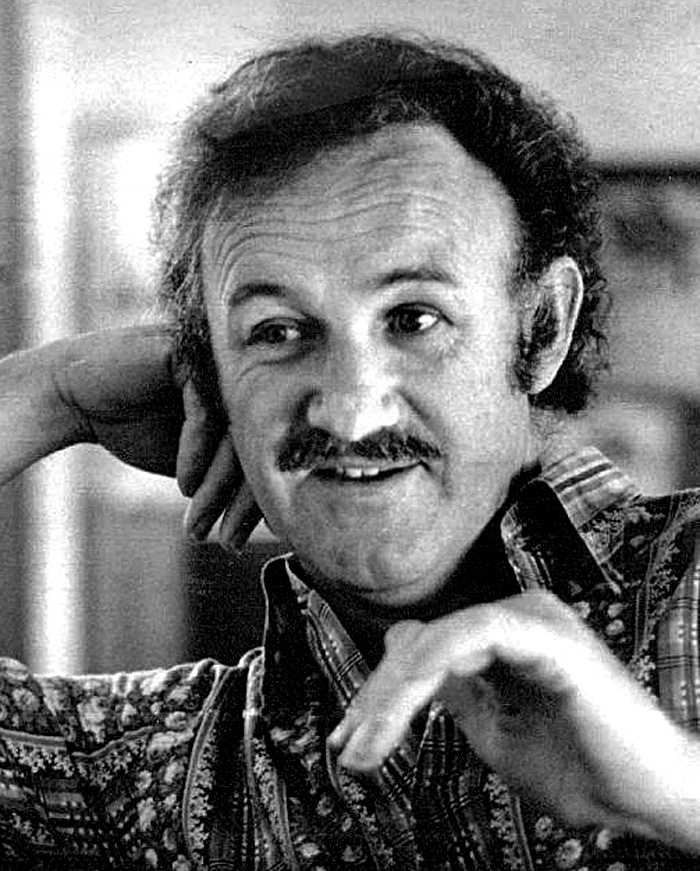
Gene Hackman en 1972.

En 1972, il est à l'affiche de L'Aventure du Poséidon de Ronald Neame, puis il tient la vedette de L'Épouvantail de Jerry Schatzberg (Palme d'or à Cannes en 1973), et de Conversation secrète (1974, Palme d'or la même année) de Francis Ford Coppola. Alors qu'il enchaîne les rôles principaux, il accepte un petit rôle dans la comédie « culte » Frankenstein Junior (1975) de Mel Brooks.
En 1975, il reprend son rôle du détective Doyle dans French Connection 2, cette fois-ci réalisé par John Frankenheimer. La même année, il joue sous la direction de son complice Arthur Penn dans La Fugue avant de s'illustrer dans La Théorie des dominos (1977) de Stanley Kramer. Toujours aussi actif, il se retrouve au générique de Superman (1978) réalisé par Richard Donner. Après avoir repris son rôle deux ans plus tard dans Superman 2 et avoir joué dans Under Fire (1983), il retrouve une nouvelle fois Arthur Penn en 1985 pour Target puis hérite d'un impressionnant rôle dans Mississippi Burning (1988) d'Alan Parker, qui lui vaut une nouvelle nomination pour l'Oscar du meilleur acteur.
À l’aube des années 1990, sa carrière ne ralentit pas et l'acteur continue inlassablement à s'illustrer dans des productions de qualité. Il est au générique de deux films réalisés par Clint Eastwood, Impitoyable (1992), qui lui vaut un deuxième Oscar, et Les Pleins Pouvoirs (1997). Il est également en tête d’affiche de La Firme (1993), d’USS Alabama (1995) et de Get Shorty (1995).
En 1998, Hackman reprend dans Ennemi d'État un rôle quasi similaire à celui qu'il avait tenu dans Conversation secrète, vingt-quatre ans auparavant. En 2000, il est à l'affiche de Suspicion, un remake du film français Garde à vue (1981) de Claude Miller. En 2001, on le voit dans quatre films : Beautés empoisonnées, Braquages, La Famille Tenenbaum et En territoire ennemi.

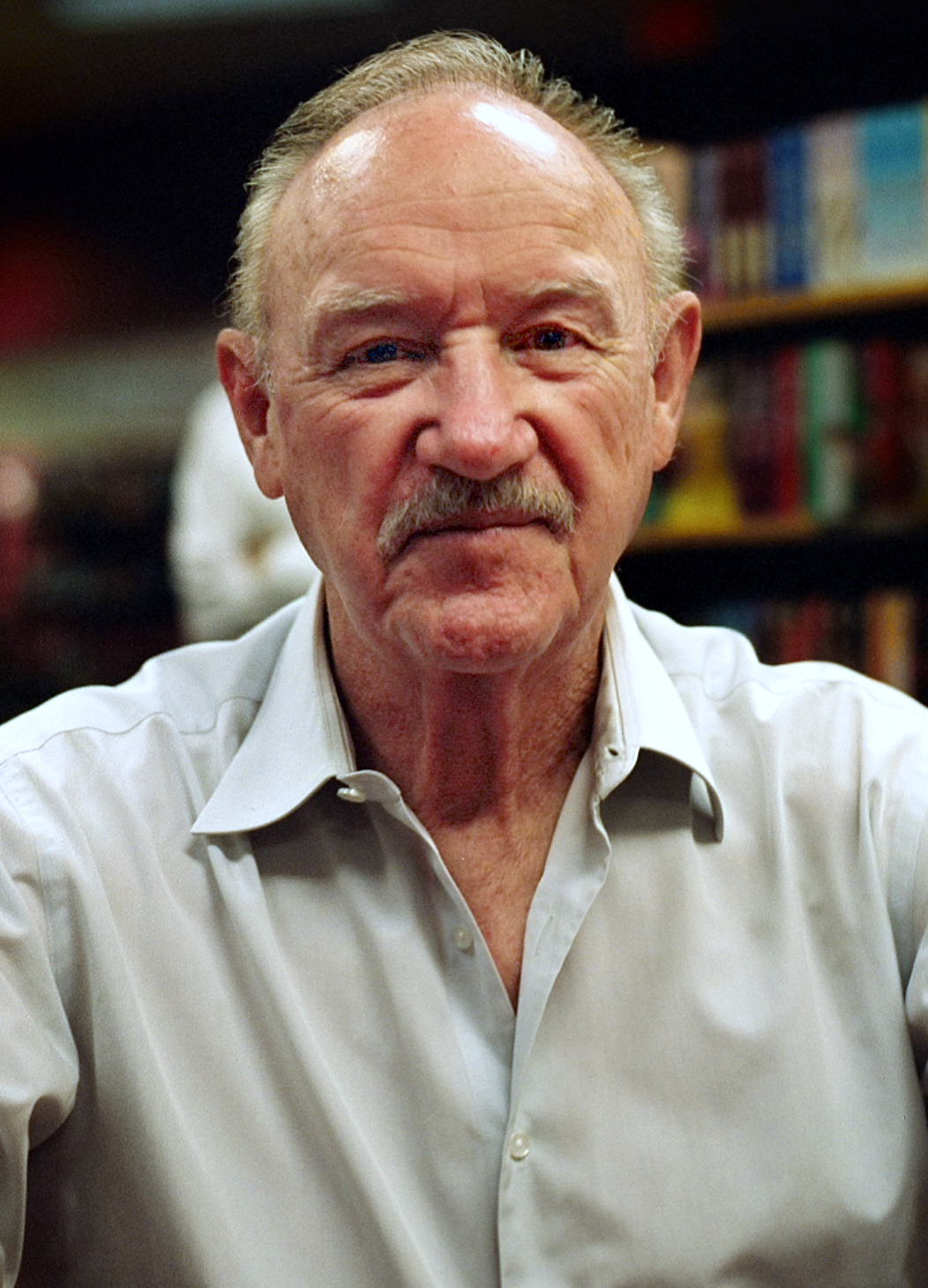
Gene Hackman en 2008, âgé de 78 ans.

En 2004, à l’âge de 74 ans, il annonce mettre fin à sa carrière.
En 2012, il est néanmoins annoncé qu'il doit prêter sa voix au narrateur du film Le Loup de Wall Street de Martin Scorsese, mais il refuse finalement[réf. souhaitée].

### Autres activités
Gene Hackman est l'auteur de cinq romans, dont trois coécrits avec l'archéologue sous-marin Daniel Lenihan. Leur premier livre, Wake of the Perdido Star, publié en 1999, est traduit en français sous le titre L'Étoile perdue.
Il a participé à plusieurs courses automobiles comme pilote entre la fin des années 1970 et le début des années 1980. Il a par exemple pris part aux 24 Heures de Daytona en 1983.

### Vie privée
En 1956, Gene Hackman épouse Faye Maltese (1928-2017), avec qui il a un fils et deux filles : Christopher Allen, Elizabeth Jean et Leslie Anne Hackman. Le couple divorce en 1986. 
En 1991, il épouse en secondes noces la pianiste classique, japonaise d'Hawaii, Betsy Arakawa (en) (1959-2025),. Ils partagent une maison à Santa Fe, au Nouveau-Mexique, jusqu’à leur mort en 2025.

### Mort
Gene Hackman et son épouse Betsy Arakawa (65 ans), sont retrouvés morts le 26 février 2025 dans leur maison de Santa Fe, au Nouveau-Mexique,,,. Le corps de Gene Hackman se trouve alors dans un vestibule et celui de Betsy Arakawa dans une salle de bain : tous deux présentent des signes de décomposition qui suggèrent que leur mort remonterait à plusieurs jours,. Les enquêteurs trouvent également des pilules éparpillées dans la salle de bain, près du corps de Betsy Arakawa, et considèrent dans un premier temps les décès comme suspects,. Un de leurs trois chiens, Zinna, chienne australienne croisée kelpie de 12 ans — d'abord identifiée comme le berger allemand du couple prénommé Bear — est également mort, couché dans un placard non loin du corps de sa maîtresse. La maison ne révèle aucune trace d'effraction ou de lutte, les corps ne présentent pas de blessures et rien ne semble avoir été volé. L'incertitude quant au décès du couple justifie cependant l'enquête lancée par les autorités.
Le 7 mars 2025, les autorités du Nouveau-Mexique déclarent la clôture de l'enquête. Les deux conjoints sont morts de causes naturelles des suites des maladies dont ils étaient atteints. Betsy Arakawa aurait succombé vers le 12 février 2025 à une infection respiratoire causée par un Orthohantavirus, une maladie transmise par des rongeurs et dont la souche circule dans le Sud-Ouest des États-Unis,. Elle a été vue en vie pour la dernière fois le 11 février, grâce aux images de vidéosurveillance d'un commerce des environs. Les pilules trouvées éparpillées auprès d'elle étaient un médicament pour la thyroïde et n'ont aucun rapport avec son décès.
La mort de Gene Hackman, environ une semaine après celle de son épouse, aurait eu lieu le 18 février,,, jour de la dernière activité enregistrée par son stimulateur cardiaque. Gene Hackman présentait « une forme avancée de la maladie d’Alzheimer » et ne se serait pas rendu compte du décès de son épouse,. Il aurait ainsi erré dans la maison pendant plusieurs jours sans appeler à l'aide. Il est mort d'une « maladie cardiovasculaire hypertensive et athérosclérotique ». La chienne Zinna, quant à elle, est morte de faim et de soif.
Gene Hackman et Betsy Arakawa sont incinérés puis inhumés aux Santa Fe Memorial Gardens lors d'une cérémonie privée, le 15 avril 2025,.

### Hommages posthumes
Dès l'annonce de la mort de Gene Hackman, de nombreux membres de l'industrie cinématographique lui rendent hommage,,. Clint Eastwood (qui avait dirigé l'acteur) écrit dans un communiqué : « Il n'y a pas de meilleur acteur que Gene. Intense et instinctif. Jamais une fausse note. C'est aussi un cher ami qui me manquera beaucoup. »
Francis Ford Coppola (le réalisateur de Conversation secrète, film où jouait Hackman et Palme d'or 1974) déclare : « Gene Hackman est un grand acteur, inspirant et magnifique dans son travail et sa complexité… Je pleure sa perte et célèbre son existence et sa contribution. » D'autres personnalités du cinéma comme Tom Hanks, Viola Davis, Gwyneth Paltrow ou encore Antonio Banderas saluent également sa mémoire,.

## Filmographie

### Cinéma

#### Années 1960
- 1961 : Le Maniaque à la mitraillette (Mad Dog Coll) de Burt Balaban : un policier (non crédité au générique)
- 1964 : Lilith de Robert Rossen : Norman
- 1966 : Hawaï de George Roy Hill : le docteur John Whipple
- 1967 : Chef de patrouille (First to Fight) de Christian Nyby : le sergent Tweed
- 1967 : A Covenant with Death de Lamont Johnson : Harmsworth
- 1967 : Bonnie et Clyde d'Arthur Penn : Buck Barrow
- 1967 : Banning de Ron Winston : Tommy Del Gaddo
- 1968 : Le crime, c'est notre business (The Split) de Gordon Flemyng : Walter Brill
- 1969 : La Mutinerie (Riot) de Buzz Kulik : Red Fraker
- 1969 : Les parachutistes arrivent (The Gypsy Moths) de John Frankenheimer : Joe Browdy
- 1969 : La Descente infernale (Downhill Racer) de Michael Ritchie: Eugene Claire
- 1969 : Les Naufragés de l'espace (Marooned) de John Sturges : Buzz Lloyd

#### Années 1970
- 1970 : Je n'ai jamais chanté pour mon père (I Never Sang for My Father) de Gilbert Cates : Gene Garrison
- 1971 : Femmes de médecins (Doctors' Wives) de George Schaefer : le docteur Dave Randolph
- 1971 : Les Charognards (The Hunting Party) de Don Medford : Brandt Ruger
- 1971 : French Connection de William Friedkin : Jimmy « Popeye » Doyle
- 1972 : Cisco Pike de Bill L. Norton : le sergent Leo Holland
- 1972 : Carnage (Prime Cut) de Michael Ritchie : Mary Ann
- 1972 : L'Aventure du Poséidon (The Poseidon Adventure) de Ronald Neame : le révérend Frank Scott
- 1973 : L'Épouvantail (Scarecrow) de Jerry Schatzberg : Max Millan
- 1974 : Conversation secrète (The Conversation) de Francis Ford Coppola : Harry Caul
- 1974 : Zandy's Bride de Jan Troell : Zandy Allan
- 1974 : Frankenstein Junior (Young Frankenstein) de Mel Brooks : Harold, l'aveugle
- 1975 : French Connection 2 de John Frankenheimer : Jimmy « Popeye » Doyle
- 1975 : La Fugue (Night Moves) d'Arthur Penn : Harry Moseby
- 1975 : La Chevauchée sauvage (Bite the Bullet) de Richard Brooks : Sam Clayton
- 1975 : Les Aventuriers du Lucky Lady (Lucky Lady) de Stanley Donen : Kibby Womack
- 1977 : La Théorie des dominos (The Domino Principle) de Stanley Kramer : Roy Tucker
- 1977 : Un pont trop loin (A Bridge Too Far) de Richard Attenborough : le major général Stanisław Sosabowski
- 1977 : Il était une fois la Légion (March or Die) de Dick Richards : le major William Sherman Foster
- 1978 : Superman de Richard Donner : Lex Luthor

#### Années 1980
- 1980 : Superman 2 de Richard Lester : Lex Luthor
- 1981 : La Vie en mauve (All Night Long) de Jean-Claude Tramont : George Dupler
- 1981 : Reds de Warren Beatty : Pete Van Wherry
- 1983 : Under Fire de Roger Spottiswoode : Alex Grazier
- 1983 : Second Chance (Two of a Kind) de John Herzfeld : Dieu (voix) (non crédité)
- 1983 : Retour vers l'enfer (Uncommon Valor) de Ted Kotcheff : le colonel en retraite Jason Rhodes
- 1983 : Eureka de Nicolas Roeg : Jack McCann
- 1984 : Besoin d'amour (Misunderstood) de Jerry Schatzberg : Ned Rawley
- 1985 : Soleil d'automne (Twice in a Lifetime) de Bud Yorkin : Harry MacKenzie
- 1985 : Target d'Arthur Penn : Walter Lloyd / Duncan « Duke » Potter
- 1986 : Les Coulisses du pouvoir (Power) de Sidney Lumet : Wilfred Buckley
- 1986 : Le Grand Défi (Hoosiers) de David Anspaugh : le coach Norman Dale
- 1987 : Superman 4 (Superman IV : The Quest for Peace) de Sidney J. Furie : Lex Luthor / Nuclear Man (voix)
- 1987 : Sens unique (No Way Out) de Roger Donaldson : David Brice
- 1988 : Air Force Bat 21 (Bat 21) de Peter Markle : le lieutenant-colonel Iceal Hambleton
- 1988 : Une autre femme (Another Woman) de Woody Allen : Larry Lewis
- 1988 : Split Decisions de David Drury : Dan McGuinn
- 1988 : Pleine Lune sur Blue Water (Full Moon in Blue Water) de Peter Masterson : Floyd
- 1988 : Mississippi Burning d'Alan Parker : l'agent Rupert Anderson
- 1989 : Opération Crépuscule (The Package) d'Andrew Davis : le sergent Johnny Gallagher

#### Années 1990
- 1990 : Loose Cannons de Bob Clark : MacArthur Stern
- 1990 : Bons Baisers d'Hollywood (Postcards from the Edge) de Mike Nichols : Lowell Kolchek
- 1990 : Le Seul Témoin (Narrow Margin) de Peter Hyams : Robert Caulfield
- 1991 : Affaire non classée (Class Action) de Michael Apted : Jedediah Tucker Ward
- 1991 : Company Business de Nicholas Meyer : Sam Boyd
- 1992 : Impitoyable (Unforgiven) de Clint Eastwood : Little Bill Daggett
- 1993 : La Firme (The Firm) de Sydney Pollack : Avery Tolar
- 1993 : Geronimo de Walter Hill : le brigadier général George Crook
- 1994 : Wyatt Earp de Lawrence Kasdan : Nicholas Earp
- 1995 : Mort ou vif (The Quick and the Dead) de Sam Raimi : John Herod
- 1995 : USS Alabama (Crimson Tide) de Tony Scott : le commandant Frank Ramsey
- 1995 : Get Shorty de Barry Sonnenfeld : Harry Zimm
- 1996 : Birdcage de Mike Nichols : le sénateur Kevin Keeley
- 1996 : Mesure d'urgence (Extreme Measures) de Michael Apted : le docteur Lawrence Myrick
- 1996 : L'Héritage de la haine (The Chamber) de James Foley : Sam Cayhall
- 1997 : Les Pleins Pouvoirs (Absolute Power) de Clint Eastwood : le président Allen Richmond
- 1998 : L'Heure magique (Twilight) de Robert Benton : Jack Ames
- 1998 : Fourmiz (Antz) de Tim Johnson et Eric Darnell : le général Mandibule (voix)
- 1998 : Ennemi d'État (Enemy of the State) de Tony Scott : Edward « Brill » Lyle

#### Années 2000
- 2000 : Suspicion (Under Suspicion) de Stephen Hopkins : Henry Hearst
- 2000 : Les Remplaçants (The Replacements) d'Howard Deutch : Jimmy McGinty
- 2001 : Le Mexicain (The Mexican) de Gore Verbinski : Arnold Margolese
- 2001 : Beautés empoisonnées (Heartbreakers) de David Mirkin : William B. Tensy
- 2001 : Braquages (Heist) de David Mamet : Joe Moore
- 2001 : La Famille Tenenbaum (The Royal Tenenbaums) de Wes Anderson : Royal Tenenbaum
- 2001 : En territoire ennemi (Behind Enemy Lines) de John Moore : l'amiral Leslie McMahon Reigart
- 2003 : Le Maître du jeu (Runaway Jury) de Gary Fleder : Rankin Fitch
- 2004 : Bienvenue à Mooseport (Welcome to Mooseport) de Donald Petrie : Monroe Cole

### Télévision

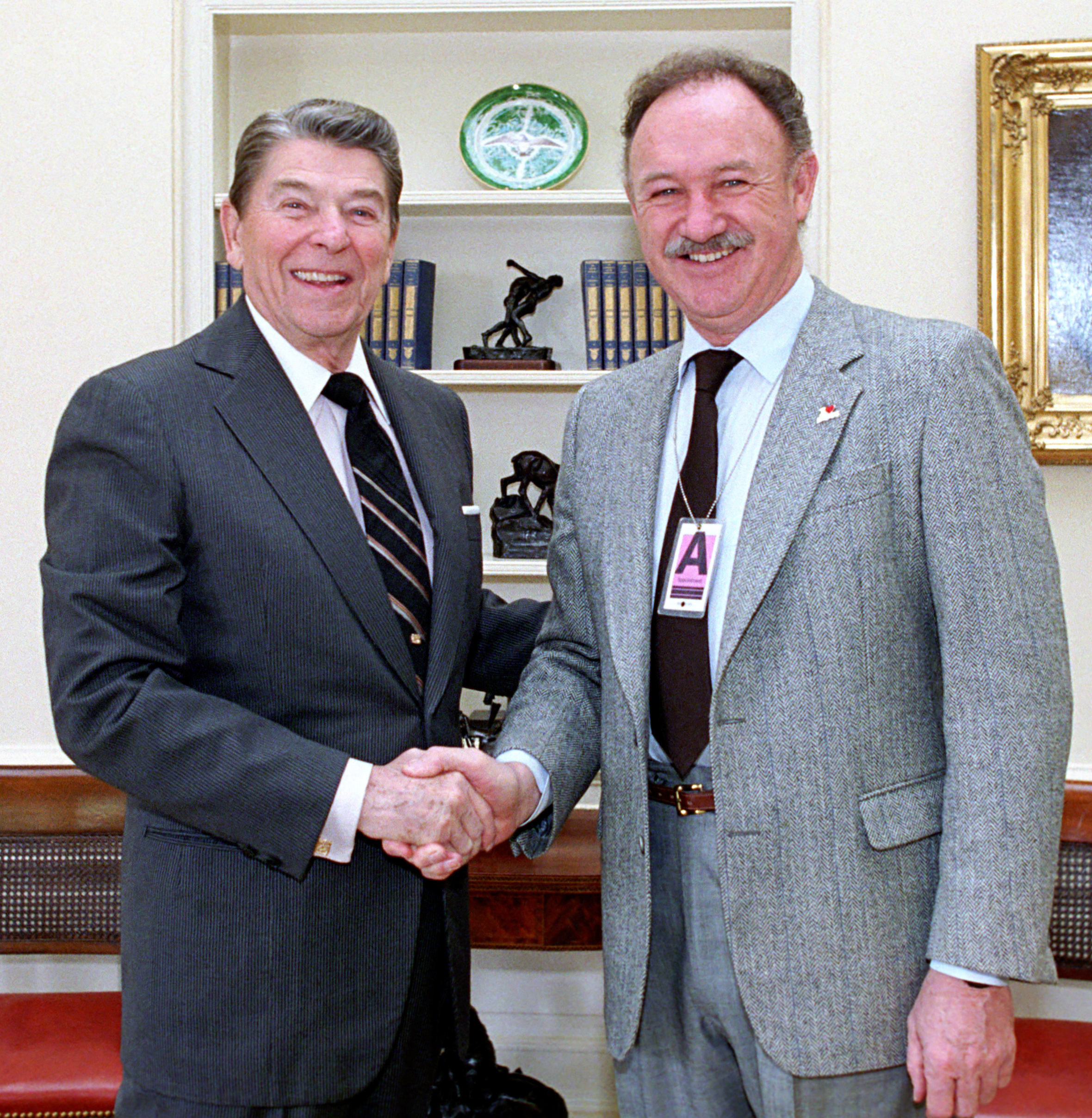
Gene Hackman et le président Reagan en 1987.

- 1959 : The United States Steel Hour (en) : Joey Carlton / Steve (saison 6, épisode 16 : Little Tin God ; épisode 22 : The Pink Burro)
- 1959 : Brenner (en) de Herbert Brodkin : l'agent de police Claiborne (saison 1, épisode 8 : The Bluff)
- 1960 : The United States Steel Hour (en) : le révérend MacCreighton (saison 7, épisode 5 : Big Doc's Girl ; épisode 25 : Bride of the Fox)
- 1961 : Tallahassee 7000 (en) de Jerry Thomas : Joe Lawson (saison unique, épisode 20 : The Fugitive)
- 1961 : Les Accusés (The Defenders) de Reginald Rose : Jerry Warner (saison 1, épisode 1 : Quality of Mercy)
- 1962 : The United States Steel Hour (en)  : Ed / Norman (saison 9, épisode 10 : Far from the Shade Tree ; épisode 21 : You Can't Escape)
- 1963 : Route 66 de Stirling Silliphant : un automobiliste (saison 3, épisode 29 : Who Will Cheer My Bonny Bride?)
- 1963 : Look Up and Live (en) : Frank Collins (épisode : The End of the Story)
- 1963 : Naked City de Stirling Silliphant : M. Jasper (saison 4, épisode 21 : Prime of Life)
- 1963 : Les Accusés (The Defenders) de Reginald Rose : Stanley McGuirk (saison 2, épisode 30 : Judgement Eve)
- 1963 : The DuPont Show of the Week (en) : Douglas McCann (saison 3, épisode 9 : Ride with Terror)
- 1963 : East Side/West Side de David Susskind : l'agent de police (saison unique, épisode 13 : Creeps Live Here)
- 1964 : Brenner (en) de Herbert Brodkin : l'officier de police Dick Clayburn (non crédité au générique) (saison 2, épisode 2 : Laney's Boy ; épisode 8 : Unwritten Law)
- 1966 : The Trials of O'Brien de Gene Wang : Roger Nathan (saison unique, épisode 22 : The Only Game in Town)
- 1966 : Hawk d'Allan Sloane : Houston Worth (saison unique, épisode 1 : Do Not Mutilate or Spindle)
- 1967 : Les Envahisseurs (The Invaders) de Larry Cohen : Tom Jessup (saison 2, épisode 7 : Les Spores (The Spores))
- 1967 : Sur la piste du crime (The F.B.I.) de Quinn Martin : Herb Kenyon (saison 2, épisode 17 : The Courier)
- 1967 : Le Cheval de fer (The Iron Horse) de James Goldstone et Stephen Kandel : Harry Wadsworth (saison 2, épisode 7 : Vouloir n'est pas toujours pouvoir (Leopards Try, But Leopards Can't))
- 1968 : CBS Playhouse (en) : Ned (1 épisode)
- 1968 : Les Espions (I Spy) de Sheldon Leonard : Frank Hunter (saison 3, épisode 20 : Bon Anniversaire à tous (Happy Birthday... Everybody))
- 1968 : Shadow on the Land (en) de Richard C. Sarafian : le révérend Thomas Davis
- 1968 : Insight : Holt (saison 8, épisode 1 : Confrontation)
- 2016 : The Unknown Flag Raiser of Iwo Jima (documentaire) : le narrateur
- 2017 : We, the Marines (documentaire) : le narrateur

## Distinctions

### Récompenses
- National Board of Review Awards 1971 : Meilleur acteur pour French Connection (1971).
- Oscars 1972 : Meilleur acteur pour French Connection (1971).
- Golden Globes 1972 : Meilleur acteur dans un film dramatique pour French Connection (1971).
- Baftas 1973 : Meilleur acteur pour French Connection (1971) et L'Aventure du Poséidon (1973).
- National Board of Review Awards 1974 : Meilleur acteur pour Conversation secrète (1973).
- National Board of Review Awards 1988 : Meilleur acteur pour Mississippi Burning (1987).
- Berlinale 1989 : Meilleur acteur pour Mississippi Burning (1987).
- Oscars 1993 : Meilleur acteur dans un second rôle pour Impitoyable (1992).
- Golden Globes 1993 : Meilleur acteur dans un second rôle pour Impitoyable (1992).
- Baftas 1993 : Meilleur acteur dans un second rôle pour Impitoyable (1992).
- Screen Actors Guild Awards 1997 : Meilleure distribution pour Birdcage (1996).
- Golden Globes 2002 : Meilleur acteur dans un film musical ou une comédie pour La Famille Tenenbaum (2001).
- Golden Globes 2003 : Cecil B. DeMille Award pour l'ensemble de sa carrière.

### Nominations
- Oscars 1968 : Meilleur acteur dans un second rôle pour Bonnie et Clyde
- Oscars 1971 : Meilleur acteur dans un second rôle pour Je n'ai jamais chanté pour mon père
- Golden Globes 1975 : Meilleur acteur dans un film dramatique pour Conversation secrète
- Baftas 1975 : Meilleur acteur pour Conversation secrète
- Golden Globes 1976 : Meilleur acteur dans un film dramatique pour French Connection 2
- BAFTAS 1976 : 
  - Meilleur acteur pour French Connection 2
  - Meilleur acteur pour La Fugue
- BAFTAS 1979 : Meilleur acteur pour Superman
- Golden Globes 1984 : Meilleur acteur dans un second rôle pour Under Fire
- Golden Globes 1986 : Meilleur acteur dans un film dramatique pour Soleil d'automne
- Oscars 1989 : Meilleur acteur pour Mississippi Burning
- Golden Globes 1989 : Meilleur acteur dans un film dramatique pour Mississippi Burning
- David di Donatello 1989 : Meilleur acteur étranger pour Mississippi Burning
- Screen Actors Guild Awards 1996 : Meilleure distribution pour Get Shorty partagé avec

## Hommage
L’astéroïde 55397 Hackman (en), découvert par Roy A. Tucker en 2001, a été nommé en son honneur.

## Publications
- Wake of the Perdido Star (avec Daniel Lenihan), New York, Newmarket Press, 1999  (ISBN 978-1-557-04398-6)[37]
- Justice for None (avec Daniel Lenihan), New York, St. Martins Press, 2004  (ISBN 978-0-312-32425-4)[38]
- Escape from Andersonville: A Novel of the Civil War (avec Daniel Lenihan), New York, St. Martin's Press, 2008  (ISBN 978-0-312-36373-4)[39]
- Payback at Morning Peak: A Novel of the American West, New York, Simon & Schuster, 2011  (ISBN 978-1-451-62356-7)[40]
- Pursuit, New York, Pocket Books, 2013  (ISBN 978-1-451-62357-4)[41]

## Voix francophones
En version française, Gene Hackman a d'abord été doublé essentiellement par Claude Joseph. À la mort de celui-ci en 1995, Hackman a été régulièrement doublé par Jacques Richard jusqu'en 2002.
En version québécoise, il est doublé par Yvon Thiboutot.